# Cathay Pacific

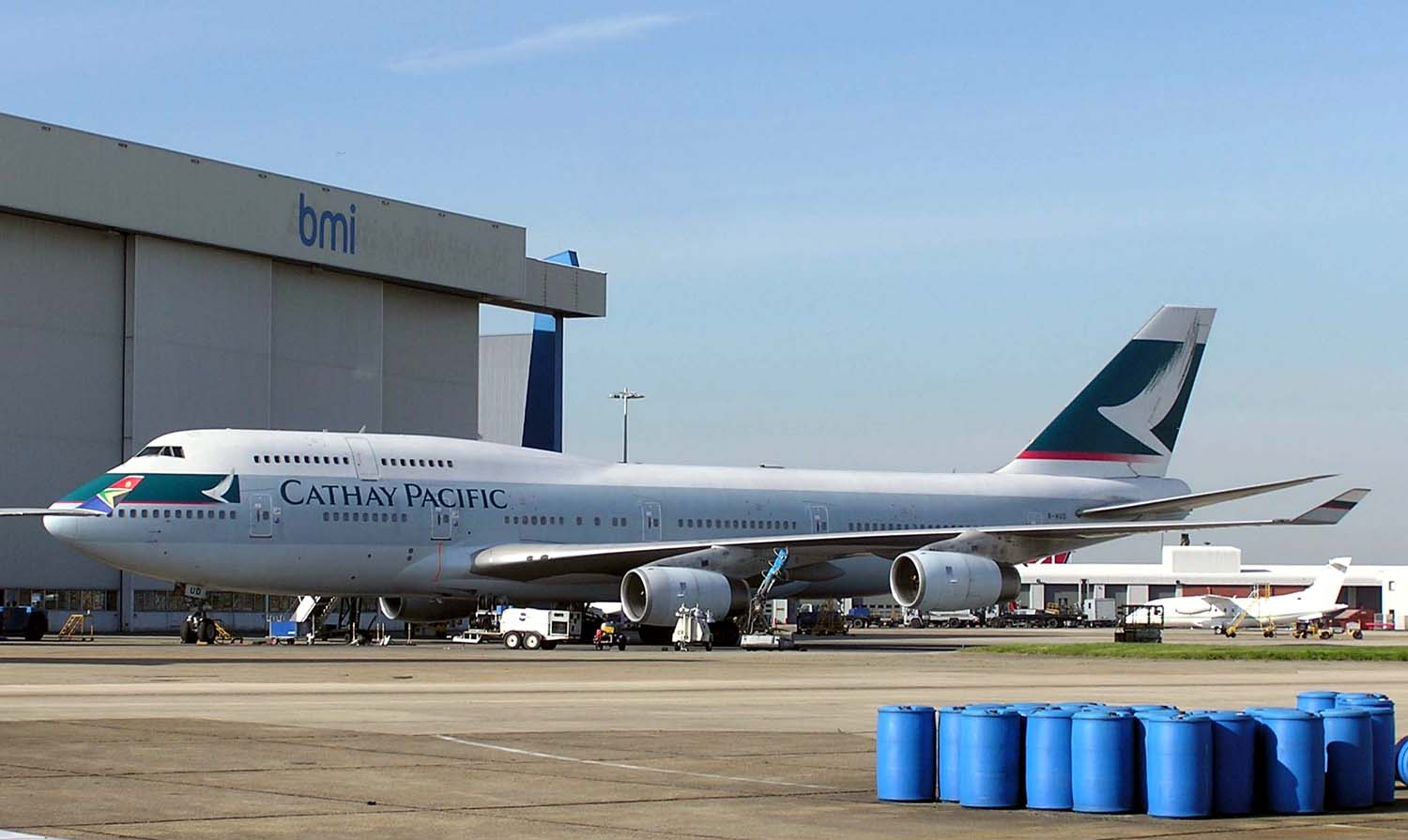
Cathay Pacific Boeing 747

Cathay Pacific airlines Limited esrte o companie aeriană asiatică cu sediul în Hong Kong, având 103 destinații la nivel mondial. Este linia aeriană portdrapel al Hong Kongului cu baza principală la Aeroportul Internațional Hong Kong.
1. ↑  Global LEI index, accesat în 17 septembrie 2024